# N238 (België)
De N238 is een gewestweg in Waals-Brabant en verbindt de N239 in Ottignies-Louvain-la-Neuve met de N25 in Waver en doorkruist onderweg de A4, de N237, de N250 en de N233. De weg is ongeveer 10 kilometer lang.

## N238a
De N238a is een korte verbindingsweg tussen de N237/N238 en de N239 bij Ottignies-Louvain-la-Neuve de weg heeft een maximale lengte van ongeveer 500 meter en draagt de straatnaam Avenue de Masaya.